# Rakitje
Rakitje is een plaats in de gemeente Sveta Nedelja in de Kroatische provincie Zagreb. De plaats telt 2156 inwoners (2001).